# Каза Бернини (Павија)
Каза Бернини је насеље у Италији у округу Павија, региону Ломбардија.
Према процени из 2011. у насељу је живело 56 становника. Насеље се налази на надморској висини од 71 м.